# منتخب أيرلندا لكرة القاعدة
منتخب أيرلندا لكرة القاعدة هو ممثل جمهورية أيرلندا الرسمي في المنافسات الدولية في كرة القاعدة
.